# Eleventyseven
Eleventyseven é uma banda cristã de pop punk de Laurens, Carolina do Sul, Estados Unidos. Banda da gravadora Flicker Records, liderada por Matt Langston, já editou dois álbuns, em 2006 And the Land of Fake Believe e em 2007 Galactic Conquest.

## Biografia
Antes do grupo iniciar-se Matt Langston e Caleb Satterfield já tocavam junto na igreja em que participam, a banda começou em 2002 com a entrada de Johnathan Stephens baterista, tocando em colégios e em vários locais a banda lança um EP , sendo observada de perto pela Flicker Records, após assinado o contrato, em 16 de março de 2006, o grupo lança "And the Land of Fake Believe", após o álbum o grupo ganha popularidade aparecendo em grandes rádios e tv's do seu país, como na rádio online Christianrock.net que chega ao 5° posto e aparições na MTVU, depois deste grande trabalho no ano seguinte em 4 de setembro de 2007, o grupo já mostra seu segundo álbum "Galactic Conquest" um álbum bem mais trabalhado , o grupo tem comparações por causa do estilo com Relient K, Hawk Nelson e Nevertheless e não foge de suas raízes que a adoração a Deus , mesmo no caso de ser uma banda de pop punk.
Nome: deriva-se do livro Senhor dos Anéis de J.R.R. Tolkien onde o personagem Bilbo Baggins refere-se a sua idade "the past eleventy-one years" 111"

## Integrantes
- Matt Langston - Vocal, guitarra
- Caleb Satterfield - Baixo, vocal de apoio
- Jonathan Stephens - Bateria, vocal de apoio

## Discografia

### Álbuns de estúdio
- 2006 - And the Land of Fake Believe
- 2007 - Galactic Conquest
- 2009 - Adventures In Eville

### EP
- 2011 - Quota EP

### Clips
- 2006	"MySpace" de "And the Land of Fake Believe"
- 2007	"Love In Your Arms" de "Galactic Conquest"
- 2009	"Evil Genius" de "Adventures In Eville"

## Ligações Externas
Site Oficial